# Darwins knöl

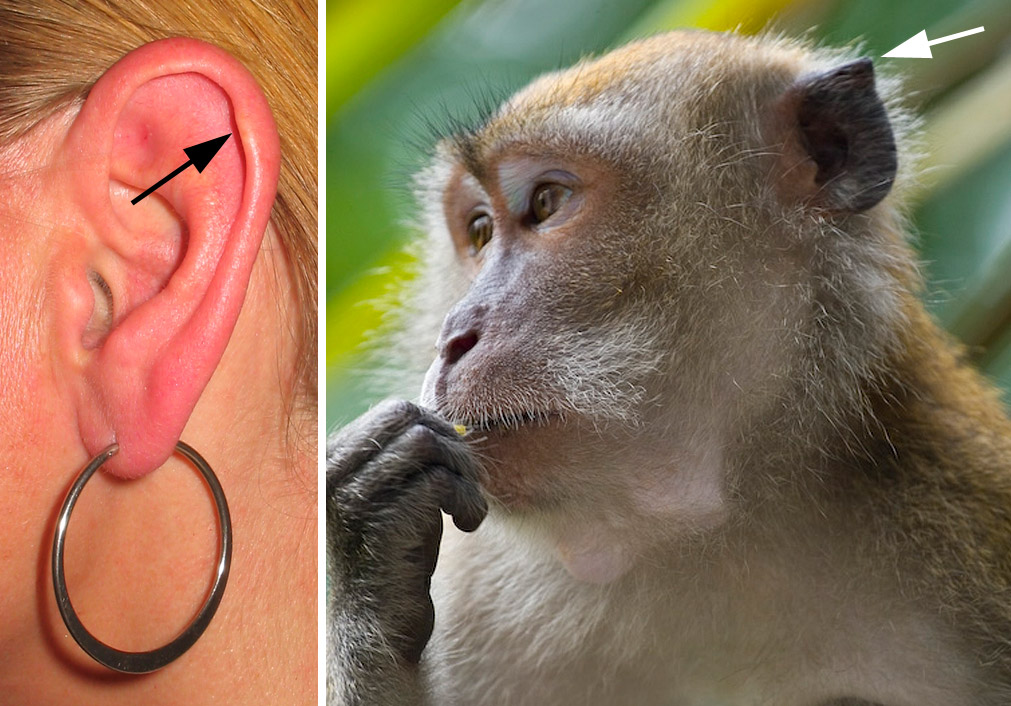
Vänster: Darwins knöl. Höger: Öronspetsen på en makak.

Darwins knöl, en liten utbuktning som ofta kan finnas på öronmusslans bakre rand; den anses motsvara själva spetsen på djurens öra.